# Dino 246 GT/GTS
Pour les articles homonymes, voir Dino.
La Dino 246 GT/GTS ou Ferrari Dino 246 GT/GTS (24 pour 2,4 Litres, et 6 pour 6 cylindres) est une voiture de sport GT, du constructeur automobile italien Dino (filiale de Ferrari baptisée du prénom de Dino Ferrari, fils d'Enzo Ferrari). Présentée au Salon international de l'automobile de Genève 1969, elle succède aux Dino 206 GT de 1965, et est produite en 3 versions (I à III) à 3 569 exemplaires jusqu'en 1974.

## Historique
Ce modèle succède et est décliné des Dino 206 GT précédentes de 1965, conçues par les designers Pininfarina Leonardo Fioravanti et Aldo Brovarone, avec une carrosserie d'origine en aluminium fabriquée en acier, et allongée de 9,4 cm (dont 6 cm pour l'empattement). Quelques premières 246 GT sont encore en aluminium, et les jantes Cromodora en magnésium seront désormais fixées par cinq écrous en place du blocage central par papillon. Trois versions (I à III) se succèdent avec des différences mineures. Une version GTS (Spyder Targa) est commercialisée au début des années 1970 à 1 274 exemplaires. 

Dino 246 coupé GT
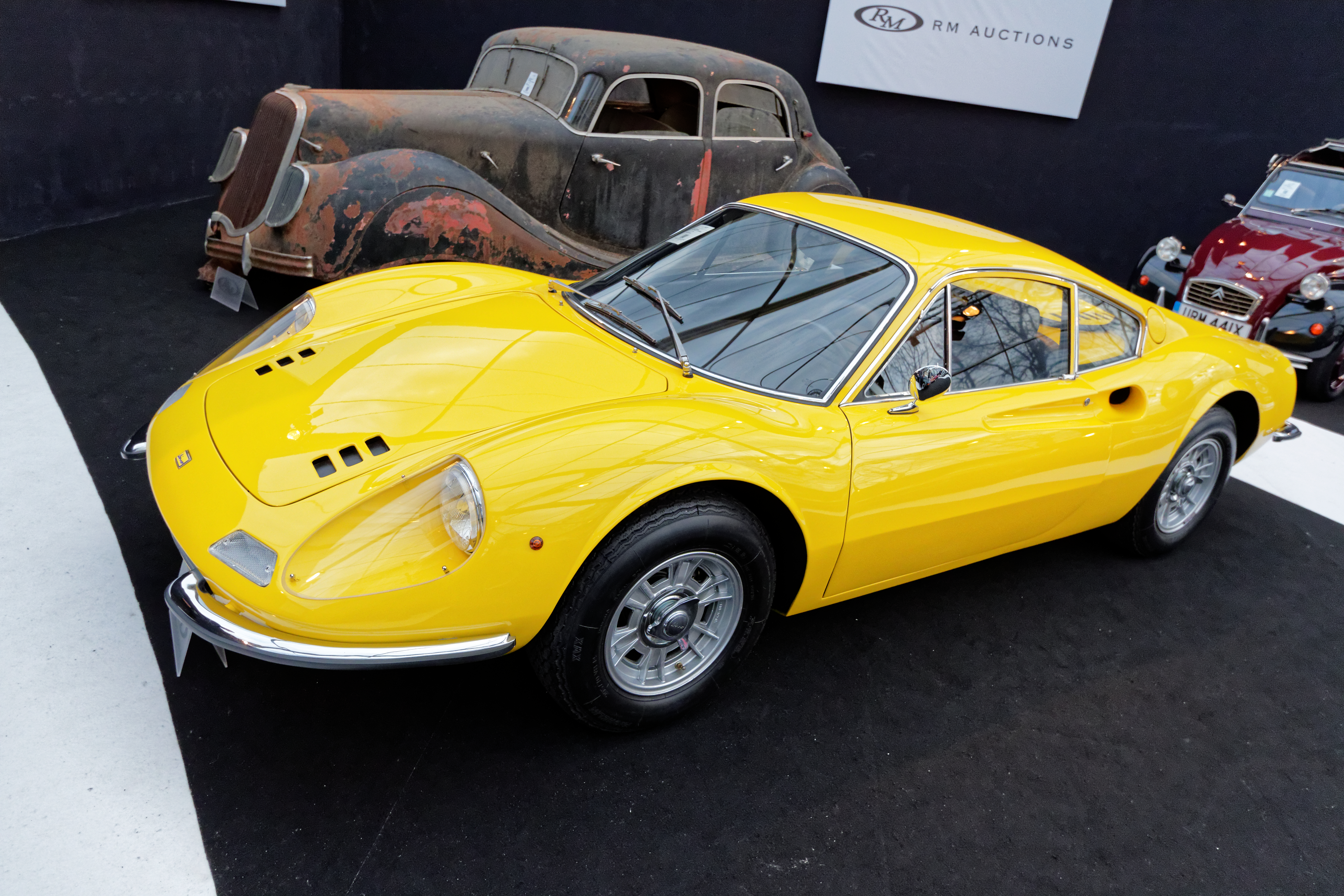
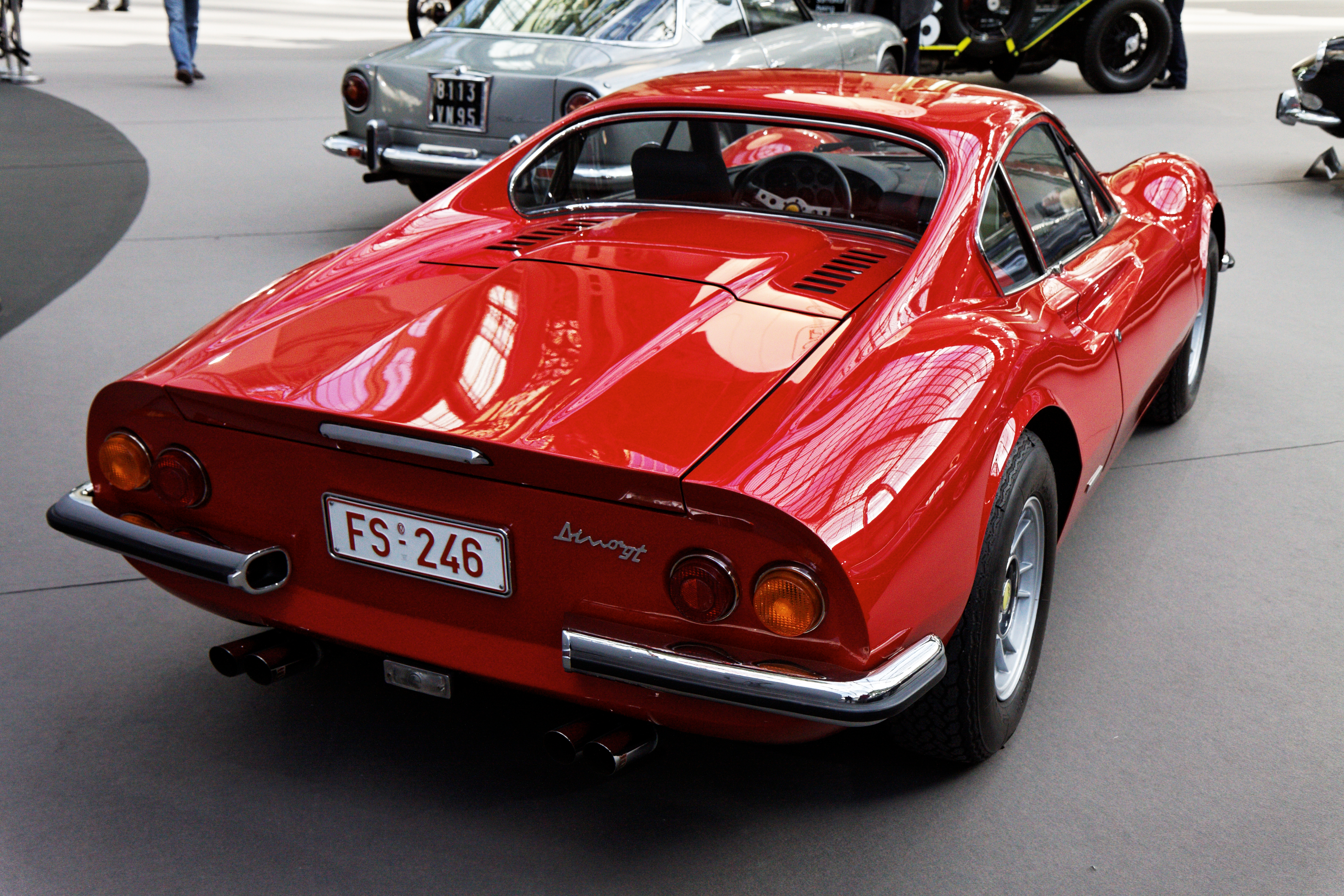
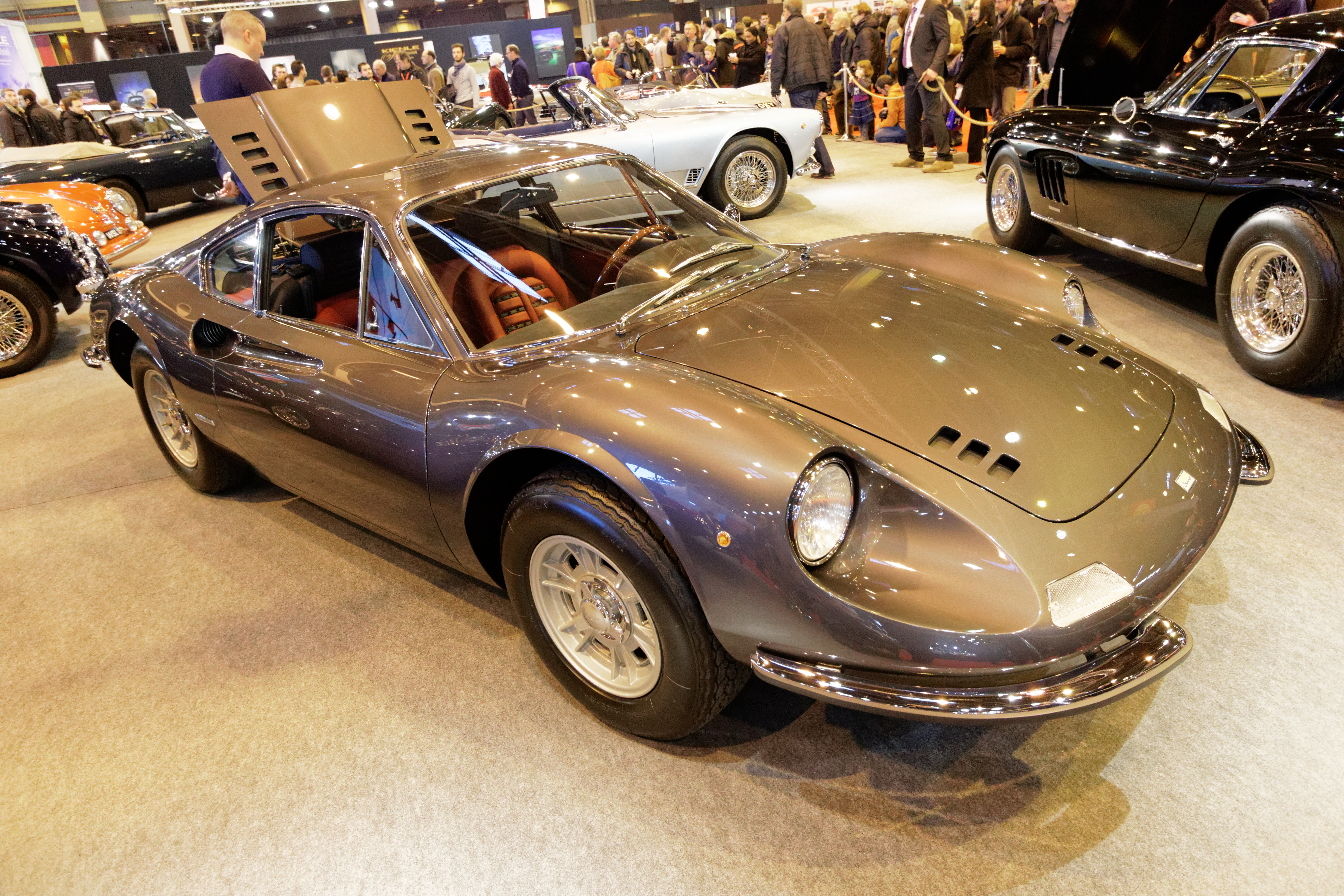

Elle reprend le moteur V6 Dino Scuderia Ferrari de 206 GT précédente, à double arbre à cames en tête et triple carburateurs double corps Weber, qui passe de 2 à 2,4 litres de cylindrée et de 180 à 195 ch (175 ch en version normes américaines) pour 235 km/h de vitesse de pointe (un des V6 les plus performants de l'époque, dérivé des Ferrari 156, champion du monde des constructeurs de Formule 1 1961),.

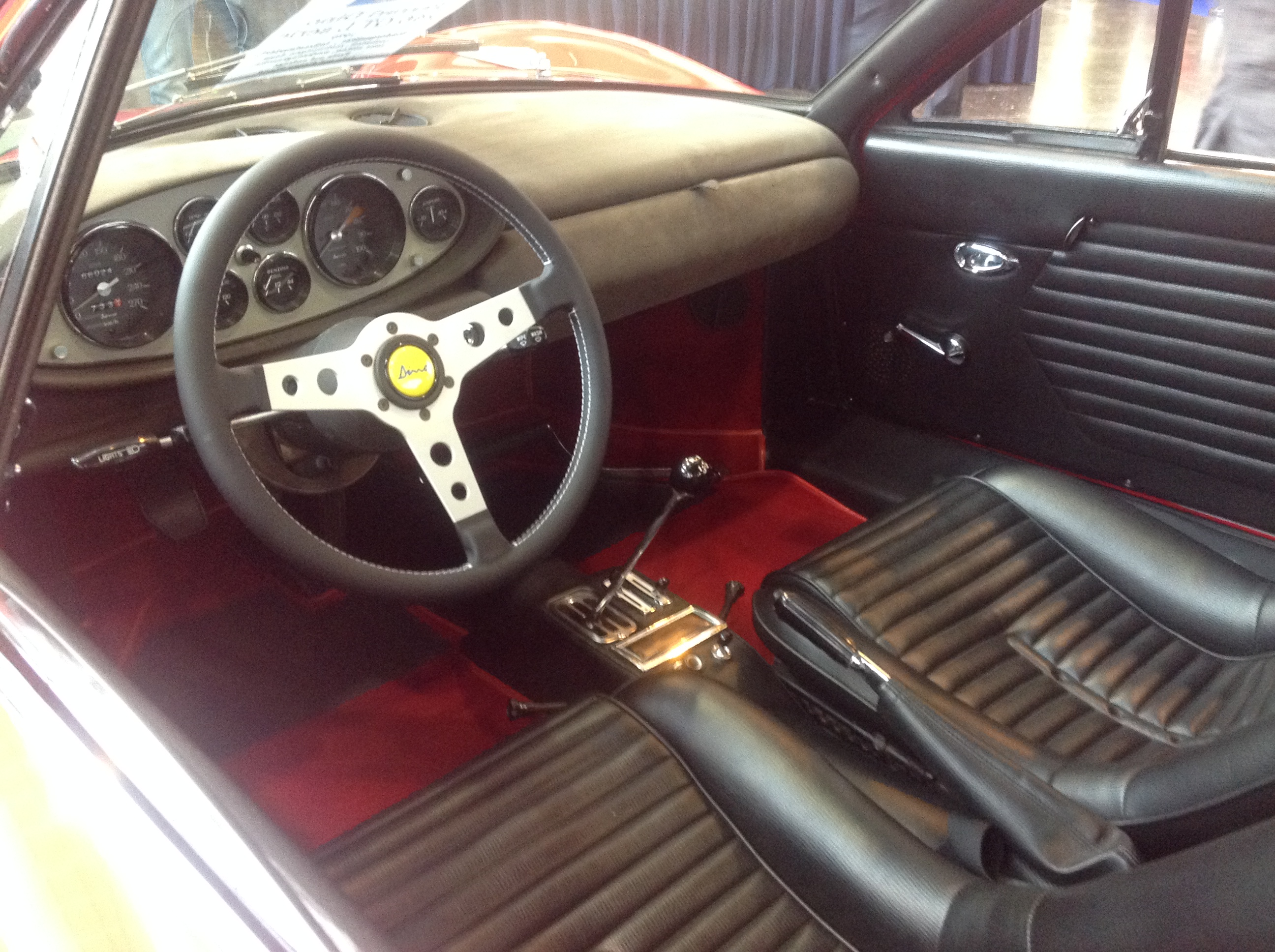
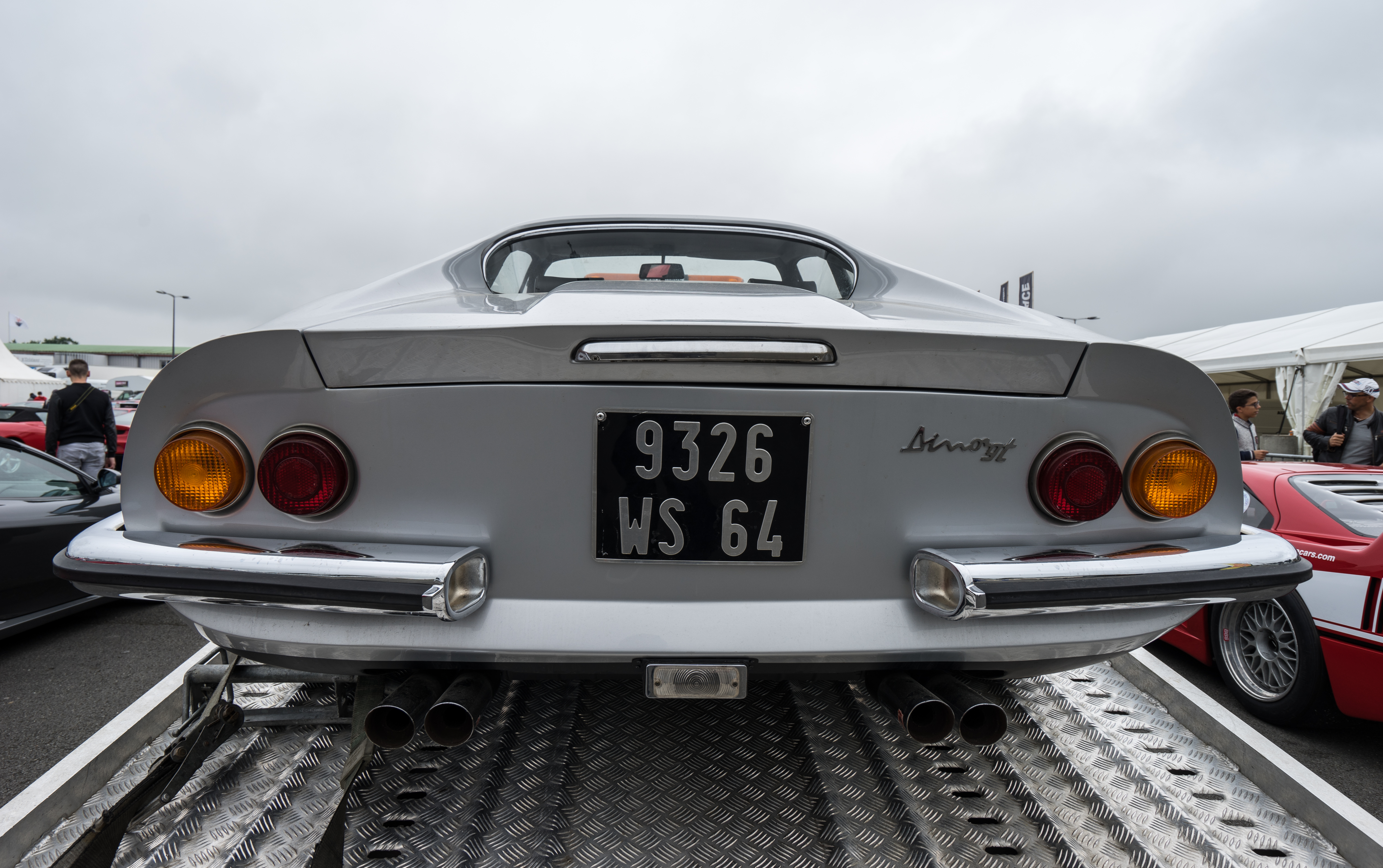
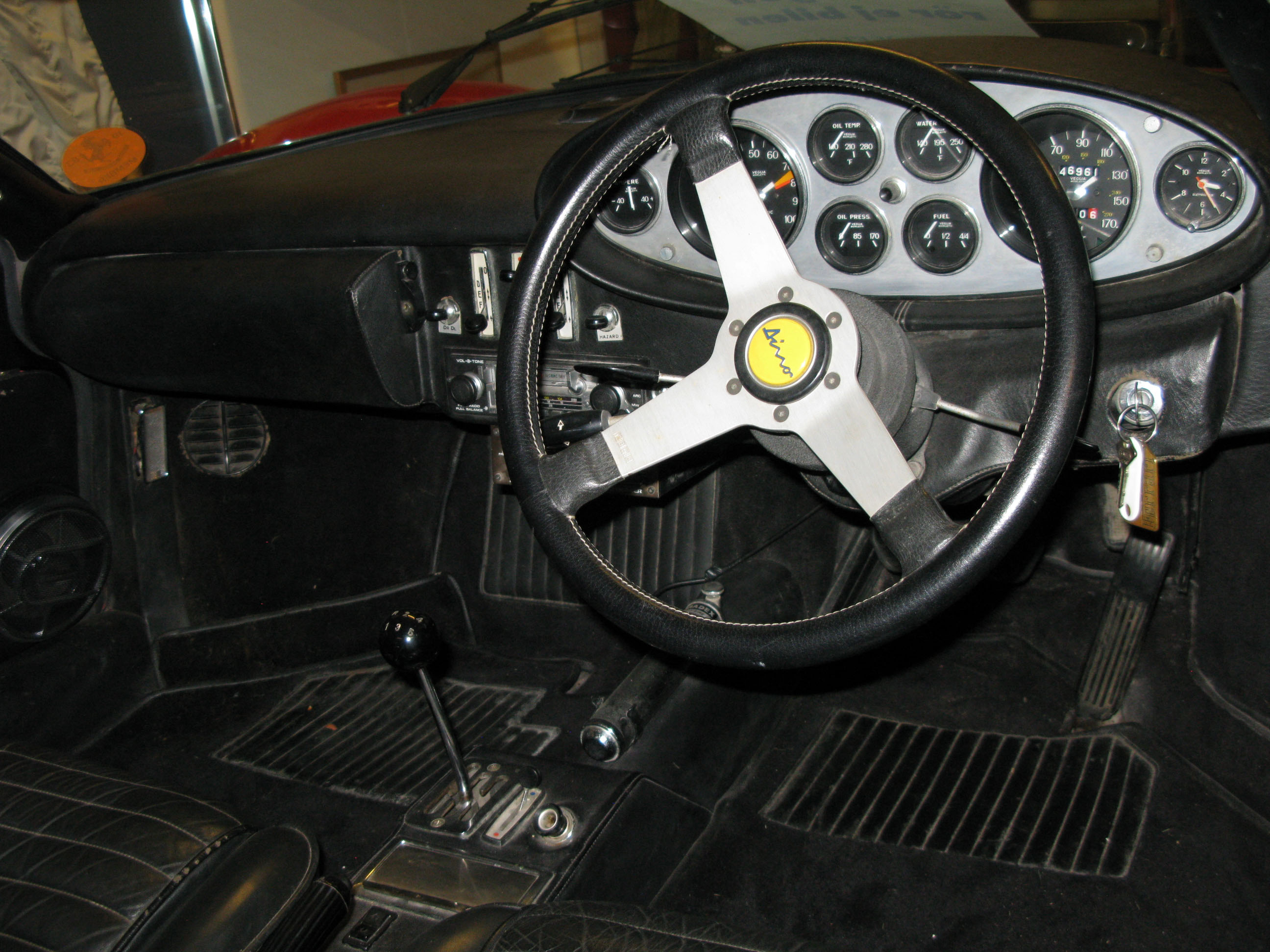

Ce modèle Dino moins cher qu'une Ferrari V12 traditionnelle (GT routière dérivée du modèle de compétition Dino 206 S) permet à Enzo Ferrari de rivaliser avec le succès commercial des Porsche 911 (et autres Alpine A210 de l'époque) qui font de l'ombre à sa gamme de voiture de sport V12. Dino Ferrari, disparu prématurément en 1956 à l'âge de 24 ans, a travaillé entre autres avec les ingénieurs Ferrari Vittorio Jano, Franco Rocchi, et Carlo Chiti, à la conception du nouveau moteur V6 Dino (nommé plus tard de son prénom à sa mémoire).

Dino 246 Spyder GTS
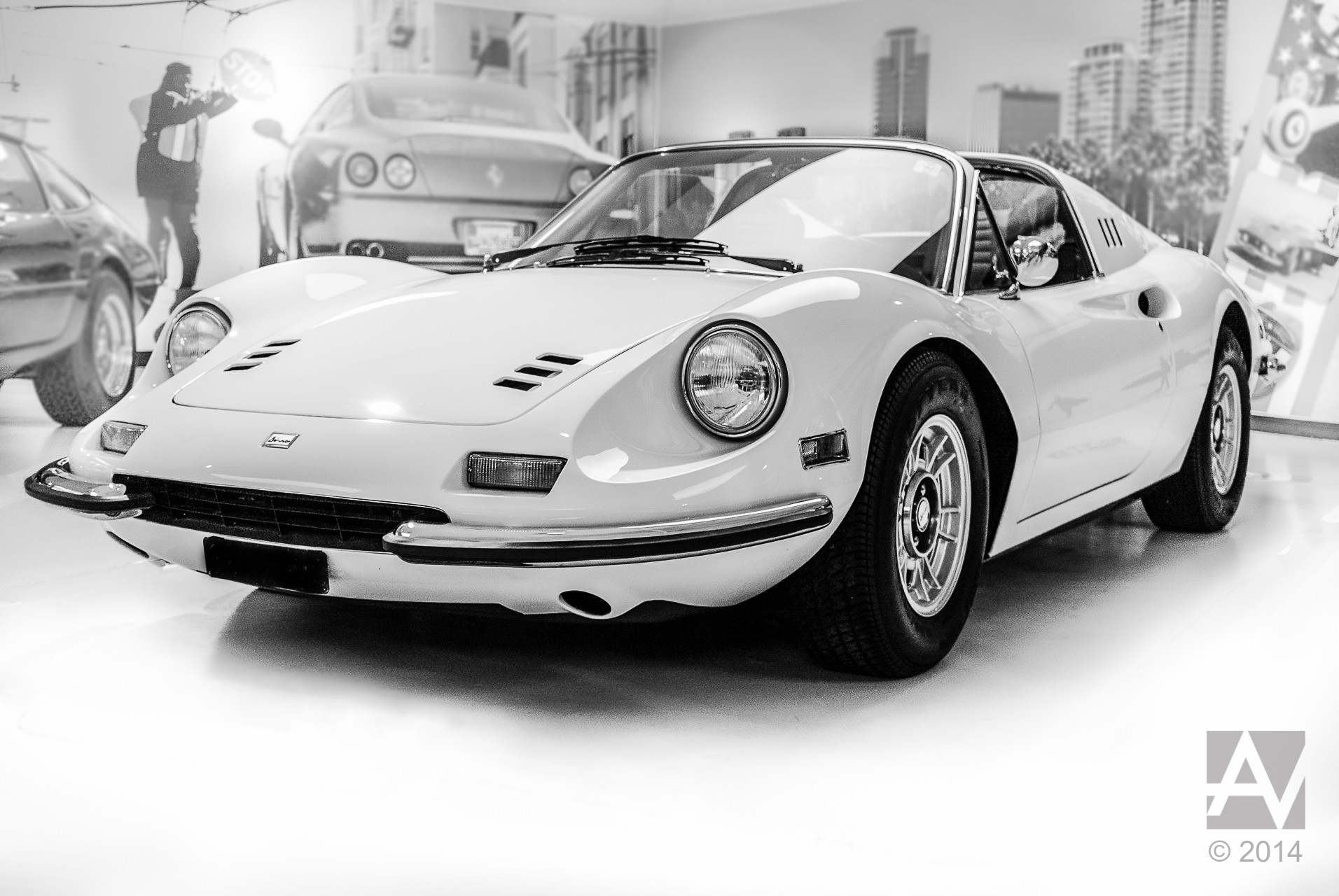
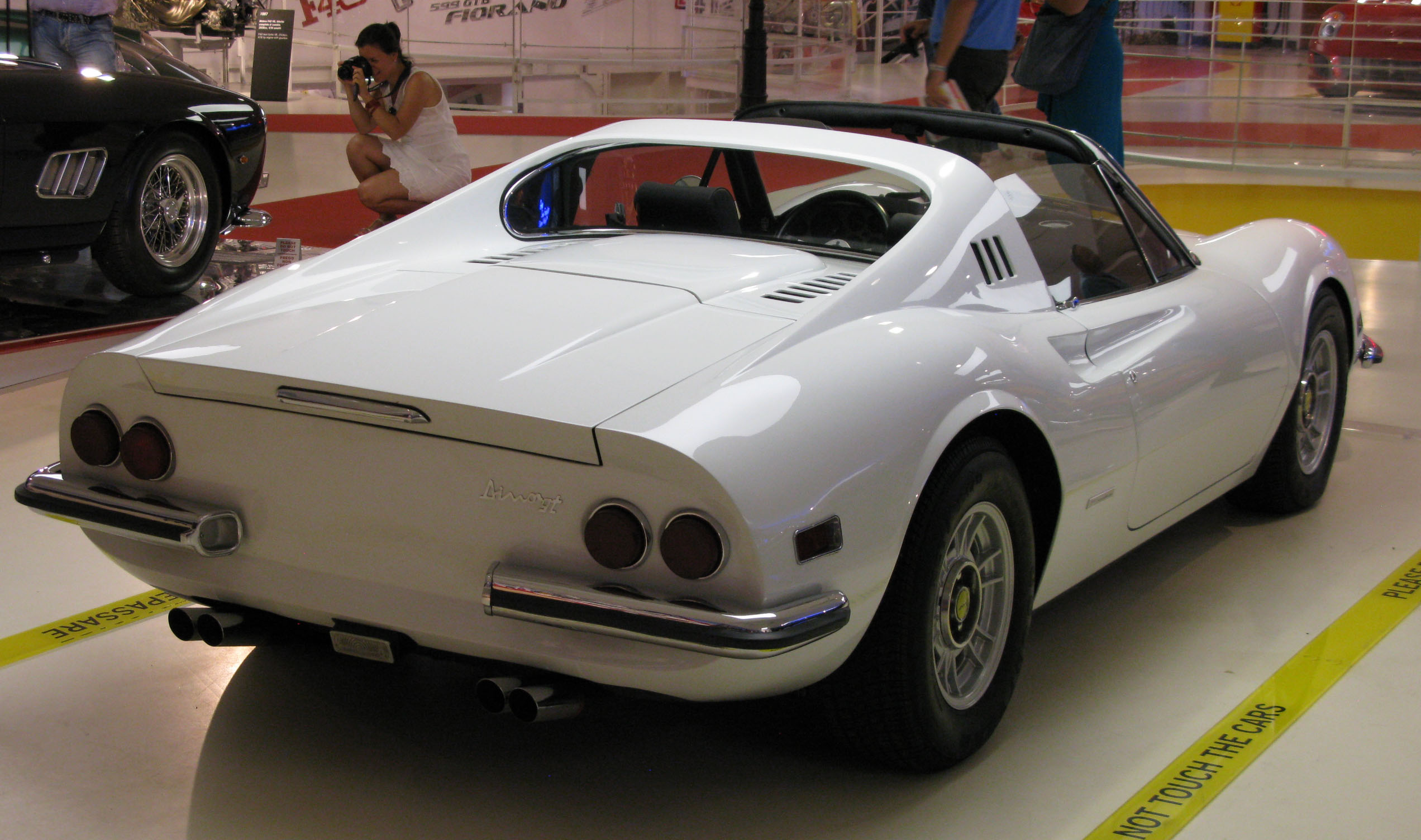
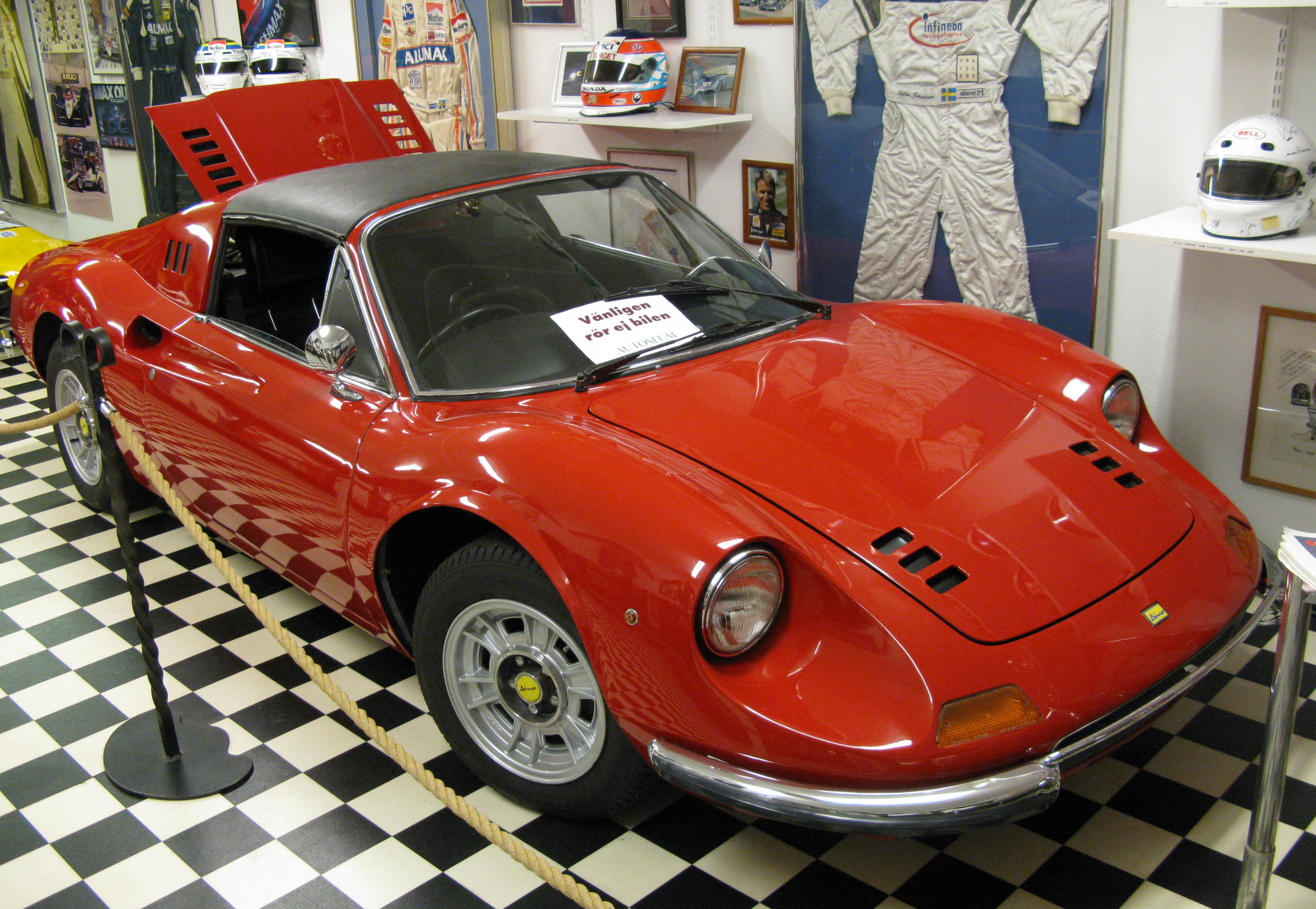

Première Ferrari de série combinant moteur central et propulsion, la tenue de route est exemplaire pour l'époque. Les versions 2,4 L de 246 sont équipées de blocs en fonte, pour plus de souplesse et de fiabilité par rapport à leurs premières versions à bloc aluminium de 2 L de cylindrée des Dino 206 GT. Ce moteur V6 Dino motorise également des Lancia Stratos ou Fiat Dino (Bertone) en 2 et 2,4 L « dégonflé » de 160 et 180 ch (en fait la puissance et les réglages sont les mêmes, mais les catalogues Fiat ne pouvaient pas indiquer la même puissance pour une question de marketing).
Les Dino 246 GT/GTS ont pour concurrentes, en particulier, des Porsche 911, Lamborghini Urraco, Maserati Merak, ou Aston Martin DBS... La Ferrari 308 GT4 à moteur V8 Dino lui succède en 1973.

## Voiture de collection
Dernière icône des Ferrari des années 1960, très recherchée par certains collectionneurs amateurs, et bien que vendue avec son statut « d'entrée de gamme Ferrari » sa raréfaction fait exploser sa cote de voiture de collection (qui peut dépasser des Ferrari V12 des années suivantes).

## Télévision
- Années 1970 : Amicalement vôtre, dans cette célèbre série télévisée, Tony Curtis conduit une Dino 246 GT, devenue célèbre, aux côtés de Roger Moore et de son Aston Martin DBS[8].
- Années 1980 : Pour l'amour du risque, Robert Wagner conduit une 246 GTS[9].
- 2023 : Tapie, dans cette série télévisée diffusée sur Netflix, Laurent Laffite conduit régulièrement une 246 GTS.

## Anecdotes
- 2021 : les Ferrari 296 GTB V6 hybride rendent hommage aux moteurs V6 Dino des années 1970.